# Göggelsbuchtunnel
Der Göggelsbuchtunnel (auch Tunnel Göggelsbuch) ist der nördlichste Eisenbahntunnel der Schnellfahrstrecke Nürnberg–Ingolstadt. Er unterquert unter anderem die Gemarkung Göggelsbuch der mittelfränkischen Gemeinde Allersberg und trägt daher seinen Namen.
Er hat eine Länge von 2287,5 m (Strecken-km 28,990 bis 31,277). Die Überdeckung liegt zwischen vier und 20 Metern, im Bereich von Göggelsbuch bei etwa zwölf Metern. Die Röhre nimmt zwei Gleise in Fester Fahrbahn auf, die planmäßig mit 300 km/h befahren werden können.

## Verlauf

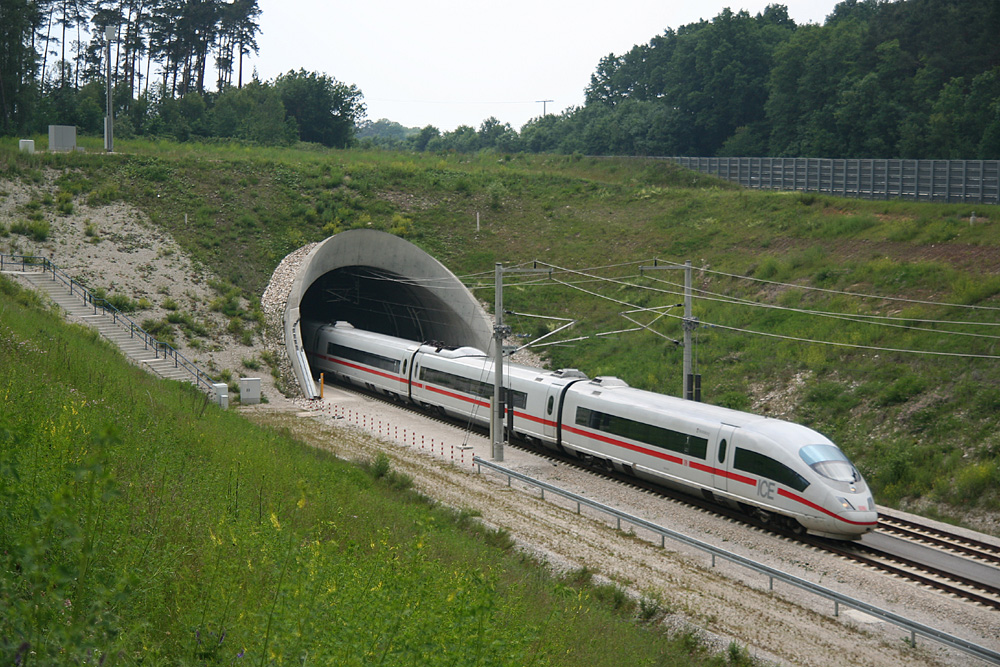
Südportal mit ICE 3

Die Strecke verläuft in Richtung München in einer Linkskurve und fällt zum Südportal hin ab. Die Röhre durchquert die geologische Formation des Mittleren Keupers, mit Einlagerungen von Sand- und Tonstein. Sie unterquert dabei neben der Ortschaft Göggelsbuch auch den gleichnamigen Autobahnparkplatz der Bundesautobahn 9. Die Neubaustrecke erreicht im Bereich des Tunnels die geringste Entfernung zur Autobahn, zu der sie in weiten Teilen im Sinne der Verkehrswegebündelung parallel verläuft.
Die Trasse verläuft in südlicher Fahrtrichtung erst gerade (etwa Kilometer 29,0 bis 30,0), anschließend (Kilometer 30,0 bis 31,3) in einer Linkskurve, die nach dem Südportal in eine Gerade übergeht.
Zwei Kilometer nördlich des Tunnels schließt sich der Bahnhof Allersberg an, in südlicher Richtung folgt in etwa gleicher Entfernung die Main-Donau-Kanal-Brücke.

### Geologie
Das Bauwerk liegt in Gesteinen des zum Mittleren Keupers gehörenden Feuerletten und damit vollständig im Lockergestein.

## Geschichte

### Planung
Schon in der frühen Konzeptionsphase der Strecke, Mitte 1985, war bei Göggelsbuch ein Tunnel westlich der Autobahn vorgesehen. Ein Tunnel bei Göggelsbuch wurde von der Deutschen Bundesbahn um 1987 aufgrund des Geländes und des Abstands zur Autobahn für unumgänglich gehalten.
In das Raumordnungsverfahren wurde der Tunnel 1989 mit einer Länge von 2380 m eingebracht.
Anfang 1992 war für den Tunnel eine Bauzeit von drei Jahren vorgesehen. Das Planfeststellungsverfahren sollte vor den Sommerferien 1992 eingeleitet werden. Die Einwendungsfrist im Rahmen des Anhörungsverfahrens lief bis 27. August 1993. Der Baubeginn war dabei Mitte 1993 für 1994 vorgesehen.
Bereits nach dem Planungsstand von Mitte 1994 war der Tunnel mit einer Länge von 2287 m geplant.
Das Bauwerk lag im Planfeststellungsabschnitt 32 der Neubaustrecke und war Teil des Bauloses Nord.

### Bau

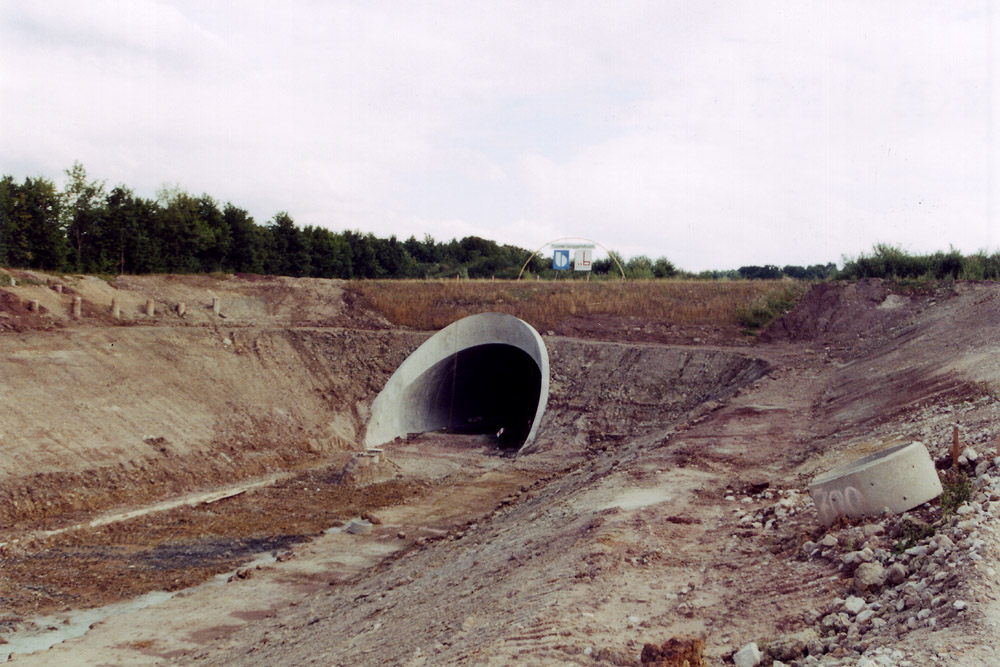
Das Nordportal des Göggelsbuchtunnels während der Bauphase im Jahr 2003

Mitte 1996 war ein 30 m tiefer Erkundungsschacht fertiggestellt.
Am Göggelsbuchtunnel erfolgte am 18. Mai 1999 der erste Tunnelanschlag der Strecke durch Karin Stoiber. Die Ehefrau des bayerischen Ministerpräsidenten Edmund Stoiber hatte die Patenschaft für die Röhre übernommen. Die geplanten Kosten lagen bei rund 90 Millionen Mark.
Das Bauwerk wurde auf einer Länge von 2223 m in bergmännischer Bauweise zeitgleich von Norden und Süden vorgetrieben. Es wurde in Spritzbetonbauweise im Baggervortrieb errichtet. Die räumliche Nähe zu Wohnhäusern und Autobahn erforderte dabei besondere Sorgfalt. Der lichte Querschnitt der Tunnelröhre liegt bei 92 m². Der Durchschlag erfolgte am 5. April 2000; im Oktober 2001 wurde der Tunnel im Rohbau fertiggestellt.
Der Vortrieb nahm insgesamt 16 Monate in Anspruch, die Herstellung der Innenschale 12 Monate. Der Rohbau nahm insgesamt 26 Monate in Anspruch. Das Bauwerk wurde 2002 fertiggestellt.
Am 31. August 1999 stürzte ein Teil des Tunnels ein. An der Oberfläche entstand ein fünf mal fünf Meter großer Krater. Die Vortriebsarbeiten wurden bis zur Klärung der Ursache eingestellt. Ein Wassereinbruch in der Bauphase blieb ohne größere Folgen und führte zu stellenweisen Verstärkungen der Außenschale. Aufgrund veränderter Vorschriften musste darüber hinaus ein bereits erstellter Rettungsschacht verfüllt und an anderer Stelle, mit einem um 0,5 m² erhöhten Querschnitt, neu errichtet werden.
Der Tunnel gehörte zum Baulos Nord der Neubaustrecke, mit dem eine Arbeitsgemeinschaft der Unternehmen Bilfinger Berger (München) und Max Bögl (Neumarkt in der Oberpfalz) beauftragt war.

### Betrieb
In der Nacht zum 11. November 2012 fand eine Rettungsübung mit über 300 Rettungskräften im Tunnel statt.

## Sicherheitskonzept

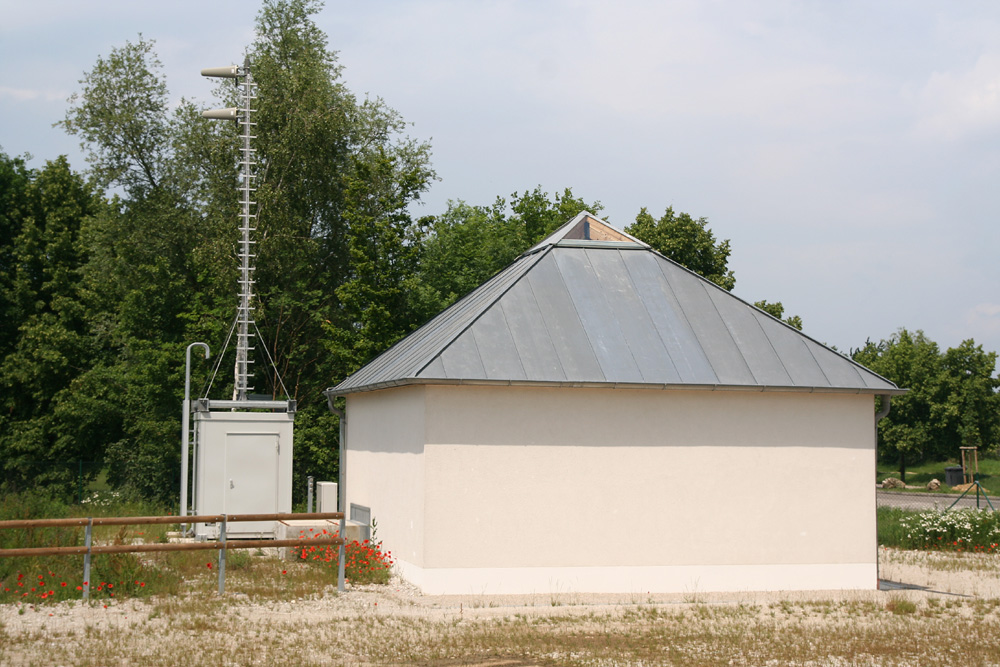
Notausgang des Tunnels nahe dem Autobahnparkplatz

Zwei Notausgänge führen 993,75 m vom Nordportal (Notausgang 1) bzw. 1000 m vom Südportal entfernt (Notausgang 2) in Rettungsstollen von 138 bzw. 150 Meter Länge. Diese enden in einem Rettungsschacht von 30 m Höhe und 5,8 m Durchmesser, der am westlichen Rand eines Parkplatzes an der A 9 bei 49° 13′ 12,6″ N, 11° 13′ 29,6″ O an die Oberfläche führt. Die Sicherheitsbeleuchtung im Fahrtunnel ist im Regelbetrieb ausgeschaltet.
Siehe auch: Sicherheitskonzept der Schnellfahrstrecke Nürnberg–Ingolstadt–München